# Jeff White
Jeff White ist ein VFX Supervisor, der 2013 für Marvel’s The Avengers für den Oscar in der Kategorie Beste visuelle Effekte nominiert wurde. 

## Leben
Er wuchs im Upstate New York auf und ging auf das Ithaca College in New York. Danach machte er seinen Master of Fine Arts am Savannah College of Art and Design. Nach seinem Studium arbeitete er als technischer Leiter bei den Laika Studios in Portland. 2002 wechselte er als technischer Leiter im Bereich Kreaturen zu Industrial Light & Magic. In dieser Funktion war er an Filmen wie Pirates of the Caribbean – Fluch der Karibik 2 und Star Wars: Episode III – Die Rache der Sith beteiligt. Danach war er bei Filmen wie Transformers – Die Rache und Marvel’s The Avengers als VFX Supervisor tätig. Für letzteren wurde er zusammen mit Janek Sirrs, Guy Williams und Daniel Sudick für den Oscar in der Kategorie Beste visuelle Effekte nominiert.

## Filmografie
- 1993: Nightmare Before Christmas (The Nightmare Before Christmas)
- 2002: Día de los muertos
- 2004: Lemony Snicket – Rätselhafte Ereignisse (Lemony Snicket's A Series of Unfortunate Events)
- 2004: Van Helsing
- 2005: Die Chroniken von Narnia: Der König von Narnia (The Chronicles of Narnia: The Lion, the Witch and the Wardrobe)
- 2005: Star Wars: Episode III – Die Rache der Sith (Star Wars: Episode III - Revenge of the Sith)
- 2005: xXx 2 – The Next Level (xXx: State of the Union)
- 2006: Pirates of the Caribbean – Fluch der Karibik 2 (Pirates of the Caribbean: Dead Man's Chest)
- 2007: Transformers
- 2008: Indiana Jones und das Königreich des Kristallschädels (Indiana Jones and the Kingdom of the Crystal Skull)
- 2009: Transformers – Die Rache (Transformers: Revenge of the Fallen)
- 2011: Transformers 3 (Transformers: Dark of the Moon)
- 2012: Marvel’s The Avengers (The Avengers)